# Château Saint-Hilaire (Louviers)
Pour les articles homonymes, voir Château Saint-Hilaire.
Le château Saint-Hilaire est un château situé au sud de Louviers, dans le département de l'Eure en Normandie.
Le château est inscrit au titre des monuments historiques et bénéficie du Label « Patrimoine du XXe siècle » .

## Description
Situé au sud de Louviers, sur la route d'Acquigny, dans le département de l'Eure, le domaine est bordé par l'Eure.

### Origines
Le logis se constitue à l'origine d'un seul bâtiment à l'architecture néo-classique massive et banale, construit en 1880.

### Reconstruction
Dans le but de conserver un aspect ancien authentique et — tel que décrit en 1907 dans le magazine Fermes et Châteaux — "pittoresque", la construction réutilise des matériaux anciens récupérés sur d'autres bâtiments des alentours voués à la démolition[Où ?].
Le château est réaménagé en  manoir anglo-normand, reconstitution d'une gentilhommière du XVe siècle.
La « chapelle » est aménagée en un grand salon-bibliothèque-atelier d'artiste, construit lors des transformations de 1907 avec des éléments provenant d'une abbaye dieppoise démolie au milieu du XIXe siècle, d’où ce surnom. La véritable chapelle du château se trouve dans la dépendance sud du domaine.

## Histoire
Au début du XVe siècle, le domaine fait partie du fief de l’Épervier, possédé par Roger de Maldéré. Il sera confisqué par Henri V d'Angleterre aux dépens de Philippe de Baude lors de la guerre de Cent Ans. Après quoi le domaine est acquis par Jean Le Roux, un bourgeois rouennais, qui le transmet à Robert Le Roux — sieur de l’Épervier. Sa petite-nièce Catherine du Jardin en héritera en 1582, avant d'épouser Charles Romé. Pierre Romé — seigneur du Thuit et trésorier de France au bureau de Rouen sous Louis XIII — en héritera à son tour. En 1681, Nicolas Romé réunit ses fiefs de l’Épervier, Maupertuis, Bouteiller et Folleville sous le nom de Folleville jusqu'en 1692, où Marie Romé épouse Pierre-Jacques Le Vicomte de Saint-Hilaire.
Au XVIIIe siècle, Marie-Angélique hérite de Joseph Le Vicomte de Saint-Hilaire et se marie au marquis Antoine de Marguerit. Au milieu du XIXe siècle, leur descendant et comte Odoard du Hazey vend le domaine à M. Eugène Léon Sée  (° 18 octobre 1850), sous-préfet de l'arrondissement de Louviers entre 1879 et 1882, qui fait construire une grande bâtisse néo-classique en 1880. Le corps de logis est en pierre de trois niveaux avec des combles à la Mansart, doté d'un avant-corps à pans coupés en brique, bordé par une terrasse bordée de mâchicoulis.
En 1901, Jules Rodolphe Audresset (nom du propriétaire de la dernière filature à Louviers) achète le bâtiment, puis le transmet à sa fille Cécile. Elle épouse Pierre Réveilhac qui en 1907 mandate l'architecte Henri Jacquelin pour transformer la bâtisse en château dont l'architecture rappelle la fin du Moyen Âge avec des colombages provenant de maisons du vieil Évreux.
La demeure fut vendue en 1925 au major américain Walter V. Cotchett, occupée pendant la Seconde Guerre mondiale, puis abandonnée. La société de M. Bocquillon (Videlec) rachète le domaine en 1989, procède à sa restauration et y installe son siège social. C’est aujourd’hui le siège des sociétés du Groupe Bocquillon.

## Protection
Le château est inscrit au titre des monuments historiques en 2002.